# Góry Iberyjskie
Góry Iberyjskie (hiszp. Sistema Ibérico albo Cordillera Ibérica) – łańcuch górski w Hiszpanii.
Jest to zespół kilku masywów i pasm górskich ciągnący się na długości około 460 km po północno-wschodniej stronie Mesety pomiędzy miejscowościami Logroño na północy a Alcoy na południu. W budowie geologicznej gór wydzielić można kilka poziomów wiekowych. Najstarszy stanowi paleozoiczne podłoże wychodzące czasami na powierzchnię, zwłaszcza w miejscach silniejszych wypiętrzeń. Dużo większą rolę odgrywają zbudowane z morskich osadów pokrywy mezozoiczne dodatkowo sfałdowane w trzeciorzędzie (orogeneza alpejska).
Obszar gór wykazuje typową dla strefy krawędziowej asymetrię. Od strony Mesety teren podnosi się stopniowo, natomiast od strony Kotliny Aragońskiej bardzo gwałtownie, osiągając znaczne wysokości. W skład Gór Iberyjskich wchodzą: najbardziej wysunięty na północ masyw Sierra de la Demanda ze szczytem San Lorenzo o wysokości 2271 m n.p.m., kolejnym jest Sierra de Cabollera ze szczytem Cabollera (2141 m n.p.m.), idąc dalej na południowy wschód mamy Sierra del Moncayo, której szczyt o tej samej nazwie, Moncayo, liczący 2313 m n.p.m. jest najwyższym wzniesieniem Gór Iberyjskich. Kolejne pasma to Montes Universales (1866 m n.p.m.), Sierra de Gúdar (Peñarroya 2024 m n.p.m.) i Javalambre (2020 m n.p.m.). W środkowej części łańcucha znajduje się obniżenie łączące Kotlinę Aragonii z wnętrzem mesety wykorzystywane przez rzeki Jalón i Henares.

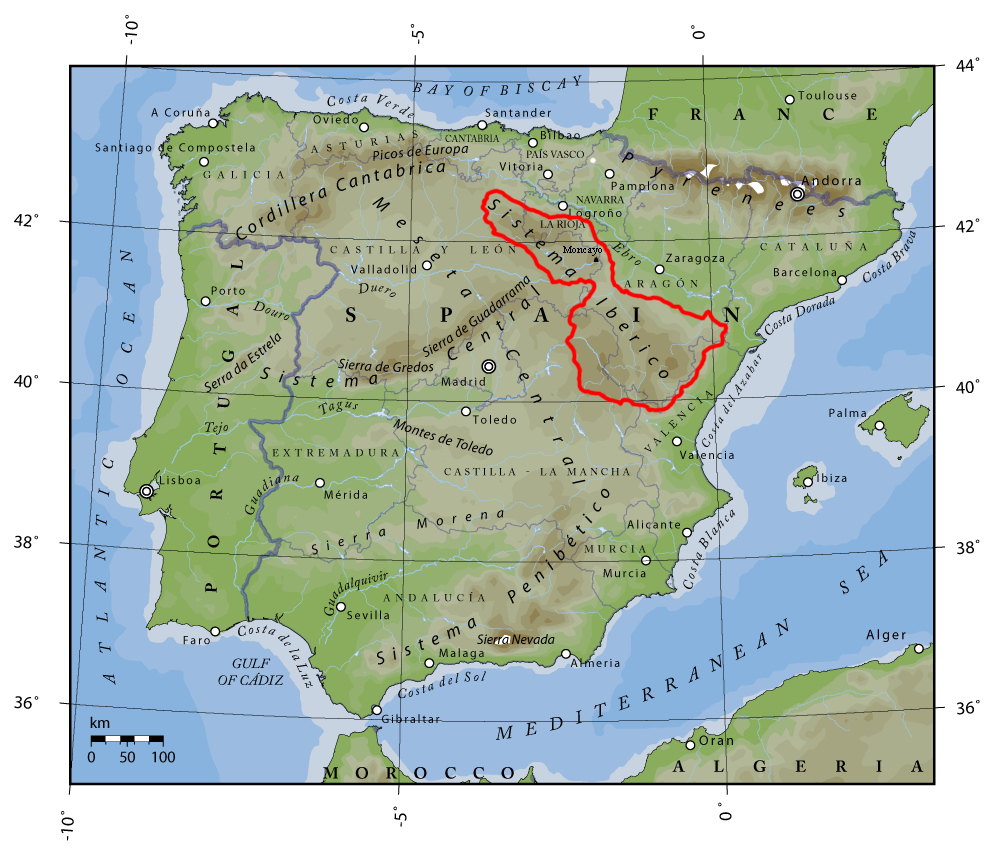
Góry Iberyjskie na mapie Półwyspu Iberyjskiego

Krajobraz gór jest najczęściej efektem erozji w różnych typach skał. Wyższą część gór zbudowaną głównie z kwarcytów i piaskowców charakteryzują liczne, plejstoceńskie formy polodowcowe, w południowej niższej np. pasmie Ciudad Encantada na północ od miasta Cuenca w dolomitach kredowych rozwinęły się wspaniałe zjawiska krasowe.
Od czasów antycznych Góry Iberyjskie były jednym z głównych ośrodków górnictwa w Hiszpanii.
Z hydrograficznego punktu widzenia Góry Iberyjskie są bardzo ważnym masywem Półwyspu Iberyjskiego, gdyż tworzą one dział wodny pomiędzy dorzeczami największych rzek Hiszpanii i Portugalii. Dzielą one przede wszystkim basen rzeki Ebro od basenów Duero, Tagu, Gwadiany (Záncary-Cigüeli, Júcar i Turii).